# Біотехнологічне виробництво водню

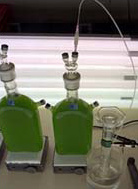

Біотехнологічне виробництво водню — виробництво біоводню методами біотехнології.

## Огляд методів
Біотехнологічні методи виробництва біоводню включають ферментацію біомаси, біофотоліз, біоелектрохімічні методи; та їх комбінації.
- Методи ферментації (бродіння) органічних сполук поділяють на 2 категорії, в залежності від потреби сонячного світла: темнова ферментація та фотоферментація.
- Методи біофотолізу використовують мікроорганізми, такі як зелені водорості та ціанобактерії, які виробляють водень з води, поглинаючи енергію сонячного світла.
- Біоелектрохімічні методи включають електрогідрогенез. У цьому процесі застосовують мікробний електролізний елемент (Microbial electrolysis cell) для отримання біоводню з різних органічних відходів. Мікробний електролізний елемент (МЕЕ) — це технологія, пов’язана з мікробними паливними елементами. Мікробні паливні елементи виробляють електричний струм від мікробного розкладання органічних сполук, тоді як МЕЕ генерують водень або метан з органічного матеріалу, застосовуючи електричний струм.

## Сировина
Біоводень виробляється або з води (методом біофотолізу), або з органічних сполук (методами ферментації та електрогідрогенезу), зазвичай, відходів, чим ще й вирішується проблема забруднення довкілля, і часто разом з біометаном, чи разом з біобутанолом та біополімерами, з органічної речовини:
- харчових відходів[1][5][6],
- залишків сільськогосподарських рослин[1][7],
- стічних вод[8][9],
- муніципальних відходів[10],
- інших органічних відходів[11][12][13][14];
- зелених водоростей та інших мікроорганізмів[15][16];
- а також з кам'яного вугілля[17].

## Ферментація біомаси
Методи ферментації (бродіння) поділяють на 2 категорії, в залежності від потреби сонячного світла: темнова ферментація та фотоферментація.
Воднеутворюючі мікроорганізми широко поширені в природі. Наприклад, зростаюча культура Rhodopseudomonas capsulata виділяє 200–300 мл водню на 1 г сухої біомаси. Мікробіологічне утворення водню може йти із сполук вуглеводного характеру (крохмаль, целюлоза).
З 1 кг твердих органічних відходів, таких як харчові та сільськогосподарські відходи, можливо отримати 100-110 літрів біоводню та 50-60 літрів біометану; а твердий залишок (30 г/кг відходів) можливо використовувати як тверде біопаливо або перетворити на біодобриво.
Виробництво біоводню за допомогою мікробів забезпечує відновлюваний запас водню за рахунок використання таких сировинних матеріалів, як невичерпне природне сонячне світло, вода і органічні відходи, що, як передбачається, одночасно вирішить дві проблеми «енергопостачання та захисту навколишнього середовища». Гідрогенази та нітрогенази є двома класами ключових ферментів, які беруть участь у виробництві біоводню і можуть застосовуватися в різних біологічних умовах.
Потенціал для вилучення біоводню з твердих органічних відходів і стічних вод великий. Рігетті та ін. (2020), в італійському дослідженні, зосередженому на темній ферментації та анаеробному зброджуванні гною великої рогатої худоби та трав’яного силосу з отриманням суміші H2–CH4 (називається біогітан) і летких жирних кислот як попередників біопластику, продемонстрували можливість збільшити додану вартість спільного виробництва біоводню й біопластику у циркулярній біоекономіці. Ще у двох роботах з Італії автори працювали з сироваткою (відходи молочної промисловості) і патокою (відходи цукрового заводу) для отримання біоводню та біопластику — полігідроксибутирату або PHB — через темну ферментацію та фотоферментацію.
Для очищення та відділення біоводню перед зберіганням необхідні такі заходи, як кріогенна адсорбція, адсорбція при зміні тиску та мембранне відділення.

### Підвищення ефективності ферментації
Незважаючи на кілька переваг, пов’язаних із застосуванням біоводню як палива, його виробництво наразі стикається з кількома практичними проблемами, деякі з яких включають неефективну ферментацію біомаси та низьку швидкість виробництва. Щоб збільшити ефективність виробництва біоводню, необхідно оптимізувати деякі фактори, що впливають на виробництво, як-от склад субстрату, попередня обробка субстратів, фізико-хімічні параметри тощо.
Було виявлено, що ключовими складовими ферментативного виробництва біоводню є вуглеводи, тоді як білки не настільки ефективні. Крім того, було виявлено, що серед іонів металів (Ni, Fe, Cu, Mg, Zn і Na), Магній (Mg) є одним із важливих кофакторів, який активує більше десяти ферментів, залучених у водневе бродіння. Метод біологічної попередньої обробки субстрату має більше переваг порівняно з іншими з точки зору низької токсичності, м’якої реакції та низької вартості. Зниження парціального тиску до оптимального рівня може збільшити вихід біоводню. Інтеграція наночастинок у субстрат для відновлення виробництва біоводню (H2) може також підвищити ефективність виробництва.
Експерименти ферментації проводилися з використанням різних співвідношень двох типів наночастинок у межах від 50 до 500 мг/л, щоб визначити вплив цих наночастинок на вихід біоводню. Використання 200 мг/л наночастинок фериту нікелю підвищило вихід біоводню на 47%, тоді як 200 мг/л наночастинок фериту кобальту збільшило його на 41%.
Досліджується використання підходів машинного навчання для різних цілей оптимізації виробництва біоводню.

### Масштабування ферментативних систем
Пілотний проект фабрики з виробництва біоводню шляхом темнової ферментації та фотоферментації у Китаї показав, що оцінювана система споживає 171 530 МДж енергії та викидає 9,37 т CO2-екв при виробництві 1 т H2, а період окупності становить 6,86 років (порівняно з 10,28 років при виробництві методом електролізу з використанням відновлюваної енергетики). Ціна, з урахуванням заробітніх плат та інших витрат за цінами регіону, склала дешевше виробництва електролізом з використанням сонячної чи вітрової енергії, але трохи дорожче виробництва газифікацією біомаси. Порівняно з виробництвом екологічно чистого водню за допомогою електролізу води, система виробництва біоводню методом ферментації демонструє переваги у переробці ресурсів, з одночасною утилізацією відходів і виробництвом чистої енергії.

## Біофотоліз води
Біофотоліз води — розщеплення води на водень і кисень за участю мікробіологічних систем.
Виробництво водню відбувається в біореакторі, що містить зелені водорості, ціанобактерії та інші мікроорганізми, які за певних умов виробляють водень. 
У цьому процесі спеціальні ферменти, такі як гідрогенази, каталізують відновлення протонів (H+) до молекулярного водню (H2), тоді як кисень виділяється як побічний продукт. Біофотоліз поділяється на прямий і непрямий.
Наприкінці 90-х років XX ст. було показано, що в умовах нестачі сірки біохімічний процес виробництва кисню, тобто нормальний фотосинтез, перемикається на виробництво водню.

### Особливості конструкції біореактора
- Обмеження фотосинтетичного виробництва водню шляхом акумулювання протонного градієнту.
- Конкурентне інгібування фотосинтезу водню з боку вуглекислого газу.
- Ефективність фотосинтезу зростає, якщо бікарбонат пов'язаний з фотосистемою II (PSII)
- Економічна реалізованість. Енергетична ефективність — коефіцієнт перетворення сонячного світла на водень — має досягти 7-10% (водорості в природних умовах досягають в кращому випадку 0,1%).

### Основні етапи
2006 рік — дослідники з Університету Білефельда і Університету Квінсленда генетично модифікували одноклітинну водорость Chlamydomonas reinhardtii таким чином, що вона стала виробляти істотно більші кількості водню. Отримана водорость-мутант Stm6 може, протягом довгого часу продукувати в п'ять разів більше водню, ніж її предок, і давати 1,6-2,0% енергетичної ефективності.
2006 рік — неопублікована робота з Каліфорнійського університету в Берклі (програма реалізується організацією MRIGlobal, За контрактом з Національною лабораторією поновлюваних джерел енергії обіцяє розробку технології з 10-відсотковою енергетичною ефективністю. Стверджується, що шляхом укорочення стеку хлорофілу Tasios Melis можливо подолати 10-відсотковий бар'єр.
2006 — В Університеті Карлсрує розробляється прототип біореактора, що містить 500–1000 л культури водоростей. Цей реактор використовується для доказу реалізованості економічно ефективних систем такого роду протягом найближчих п'яти років.

### Економічність
Ферма воднепродукуючих водоростей площею рівний площі штату Техас виробляла б достатньо водню для покриття потреб усього світу. Близько 25 000 км² достатньо для відшкодування споживання бензину в США. Це в 10 разів менше, ніж використовується в сільському господарстві США для вирощування сої.

### Історія
У 1939 р. німецький дослідник Ганс Ґаффрон, працюючи у Чиказькому університеті, виявив, що водорость Chlamydomonas reinhardtii іноді перемикається з виробництва кисню на виробництво водню. Гаффрон не зміг виявити причину цього перемикання. Протягом багатьох років причину перемикання не вдавалося виявити і іншим вченим. Наприкінці 1990-х років професор Анастасіс Меліс, працюючи дослідником в Берклі, виявив, що в умовах нестачі сірки біохімічний процес виробництва кисню, тобто нормальний фотосинтез, перемикається на виробництво водню. Він виявив відповідальний за таку поведінку фермент гідрогенази, який втрачає ці функції в присутності кисню. Меліс виявив, що сірчане голодування перериває внутрішню циркуляцію кисню, змінюючи оточення гідрогенази таким чином, що воно стає здатним синтезувати водень. Інший вид водоростей Chlamydomonas moeweesi також перспективний для виробництва водню.

## Мікробні електролізні елементи

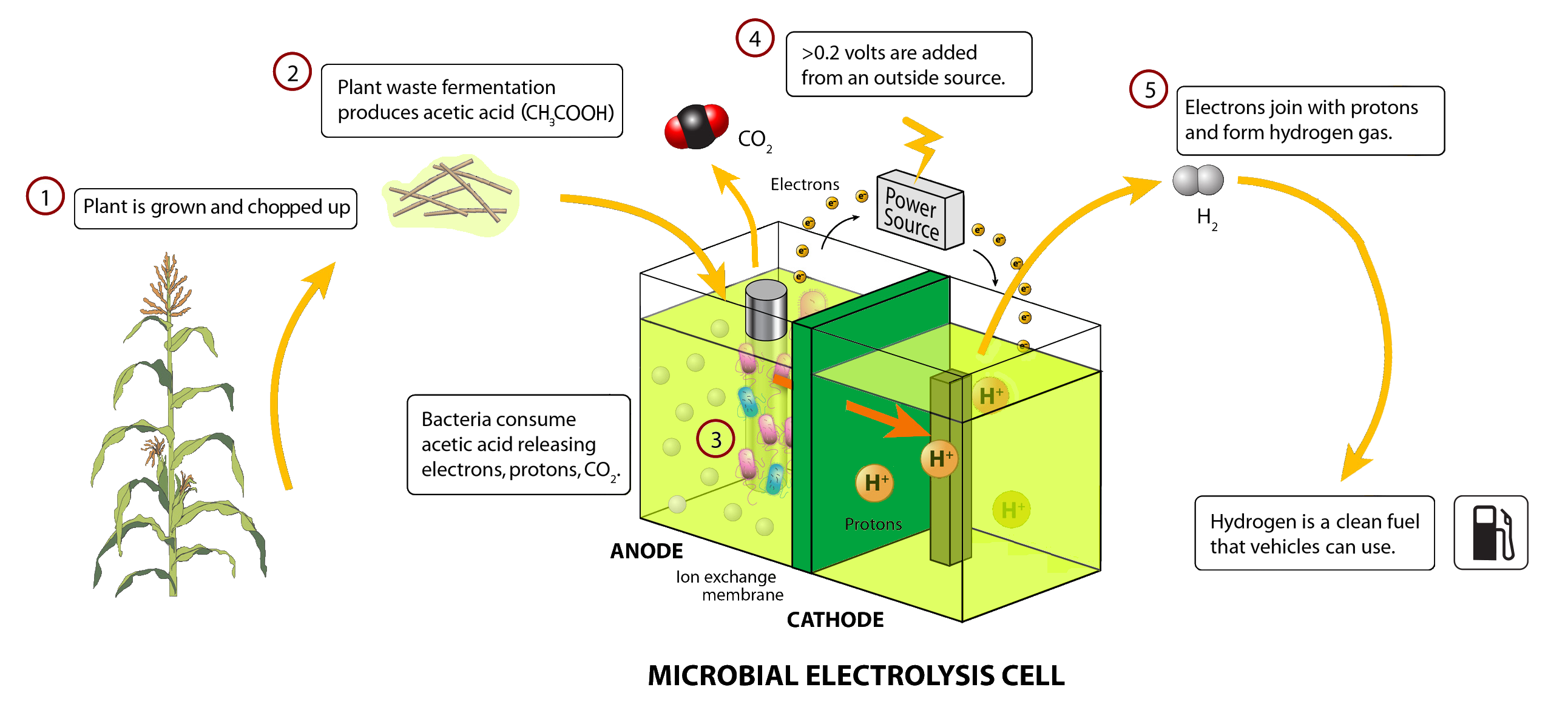
Мікробний електролізний елемент

Мікробні електролізні елементи (МЕЕ, або електрогідрогенез, або мікробні електрохімічні елементи, або біокаталізований електроліз) — це біоелектрохімічні системи, які поєднують мікробний метаболізм з електрохімічними реакціями для виробництва водню з органічних субстратів або стічних вод. МЕЕ складаються з анода, де відбуваються реакції окислення, і катода, де відбуваються реакції відновлення, розділених протонообмінною мембраною.
Широкий спектр органічних відходів, зокрема побутові стічні води, стоки цукрової промисловості, стічні води харчової промисловості, промислові стічні води, ацетат натрію, глюкоза, гліцерин тощо можуть бути використані як субстрати в системах MEЕ.
В системах МЕЕ органічні субстрати подаються в анодний відсік, де електроактивні мікроорганізми окислюють їх, вивільняючи електрони та протони. Електрони, що утворюються під час цього процесу, передаються на анодний електрод, створюючи електричний струм. Тим часом протони мігрують через протонообмінну мембрану до катодного відсіку.
На катоді протони й електрони з’єднуються з молекулами води, утворюючи водень. Цей процес утворення водню керується електричним потенціалом, прикладеним до клітини. Газоподібний кисень одночасно утворюється на катоді шляхом відновлення іонів кисню або молекул води.
Виробництво біоводню на основі МЕЕ пропонує кілька переваг, включаючи високі показники виробництва водню, ефективне використання субстрату та здатність очищати органічні стічні води, виробляючи при цьому відновлювану енергію. Крім того, МЕЕ можуть працювати при температурах і тиску навколишнього середовища, зменшуючи потреби в енергії, порівняно з традиційними методами електролізу.

## Гібридні системи
Гібридні методи використовують для збільшення ефективності систем як у виробництві самого біоводню, так і шляхом виробництва додаткових цінних продуктів (біометан, біополімери та інші). Вони включають: поєднання темнової ферментації з МЕЕ, поєднання темнової і фотоферментації, поєднання фотоферментації з біофотолізом, та інші.

### Інтеграція з термохімічним методом
Поєднання процесів біотехнологічного та термохімічного виробництва водню сприяє покращенню ефективності використання сировини та виробництва водню.

## Ресурси Інтернету
- Журнал International Journal of Hydrogen Energy
- Журнал Microbial Cell Factories
- Журнал Sustainable Energy & Fuels
- Журнал Hydrogen
- Водневе бродіння для утилізації органічних відходів (О. Таширев)
- FAO [Архівовано 20 жовтня 2014 у Wayback Machine.]
- Maximizing Light Utilization Efficiency and Hydrogen Production in Microalgal Cultures [Архівовано 19 жовтня 2013 у Wayback Machine.]